# Guy II d'Auvergne
Pour les articles homonymes, voir Guy II et Guy d'Auvergne.
Guy II d'Auvergne ou Guion II d'Alvernha en occitan (né en 1165 et mort en 1222) fils du comte Robert IV d'Auvergne et de Mathilde de Bourgogne, est comte d'Auvergne de 1194 à 1222. Son règne fut marqué par de nombreux revirements géopolitiques, dont l'Auvergne est en première ligne et qui en subira les répercussions. 
Vassal des Plantagenêt et donc du roi d'Angleterre la première phase de son règne est marqué par une expansion territoriale par son mariage avec Péronela de Chambon, lui permettant ainsi de rattacher la Combraille située à l'est de la rivière Creuse, au comté d'Auvergne. La seconde partie de son règne est celle du conflit politique et militaire dès 1196 avec son voisin le roi de France Philippe-Auguste mais également celle de sa participation à la croisade contre les albigeois.   
Malgré plusieurs années de guerre entre le comte et le roi de France, cela n'empêche pas le rattachement d'une grande partie de l'Auvergne à la suite du siège de Tournoël en décembre 1213. La dernière phase de son règne est celle d'une désintégration territoriale : la majeure partie de l'Auvergne annexée par le roi de France devient la Terre d'Auvergne tandis qu'un dernier morceau du comté d'Auvergne est laissé autonome aux mains de Guy II, la Comté et dont le siège sera Vic-le-Comte. 

## Biographie

### La guerre en Auvergne

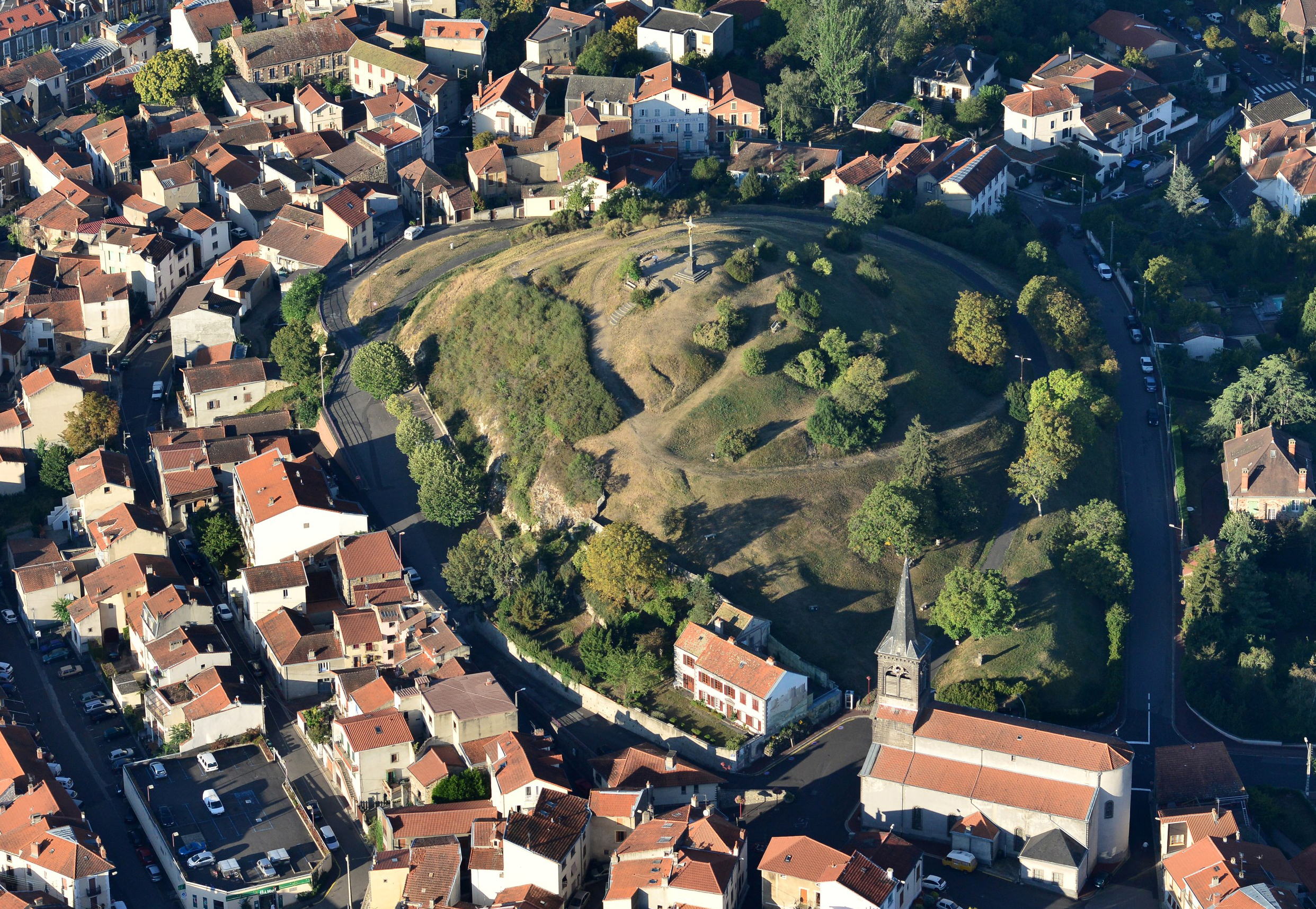
Motte sur laquelle était construit le château de Guy II à Châtel-Guyon.

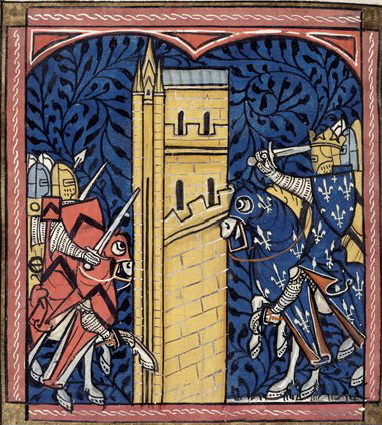
Guy II d'Auvergne combattant le roi de France Philippe-Auguste. Chroniques de Saint-Denis, British Library.

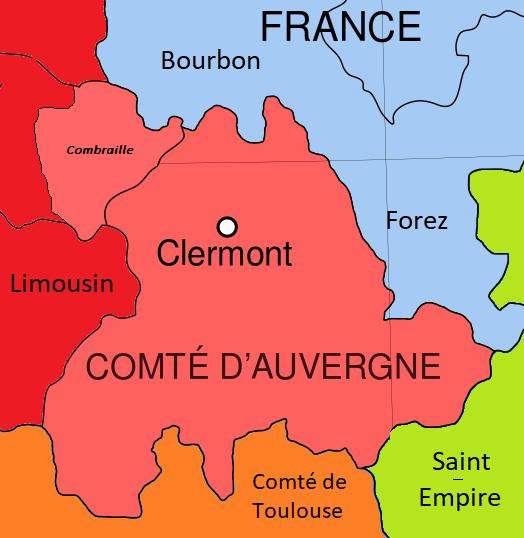
Comté d'Auvergne au début du règne de Guy II. Combraille se rattachant à l'Auvergne à la suite du mariage avec Péronnelle de Chambon. Territoire du côté anglais en teintes de rouge et territoires français en bleu.

#### Vassal du Plantagenêt
En 1196, les royaumes d'Angleterre et de France se font la guerre. Jugeant le royaume de France trop près de l'Auvergne, Guy II fait le choix d'appeler l'Angleterre et son roi, Richard Cœur de Lion qui est théoriquement son suzerain. Le roi Richard, lui-même troubadour, écrit un sirvente pressant les deux grands seigneurs auvergnats, le comte Guy II et le Dauphin Robert IV, à ne pas se laisser influencer par le roi de France :

« Va, Sirvente, en Auvergne, où je t'envoie; dis aux deux comtes de ma part, que s'ils veulent se tenir en paix, Dieu les bénisse. Qu'importe si un homme de peu de manque à sa parole ? Doit-on compter sur la foi d'un écuyer ? Quant à eux l'avenir ne leur pardonnerait pas. »

Mais des revers se présentent pour le roi Richard Plantagenêt et à la suite des victoires françaises en Normandie, les Anglais signent une trêve nommée traité de Gaillon. Le roi Richard abandonne sa suzeraineté théorique sur l'Auvergne et ne peut plus porter soutien au comte Guy II, ouvrant ainsi la voie à la conquête de l'Auvergne par Philippe II Auguste. Face aux intentions capétiennes assumées et de nouveau de plus en plus menaçantes, le comte Guy II lance un processus de renforcement de ses terres par la construction de places-fortes, notamment celle de Châtel-Guyon, qui porte son nom. Pour cette place forte de Châtel, Guy fait le choix d'adopter une nouvelle forme de fortifications, le château de plan quadrangulaire. 
Bien qu'abandonnés, lui et son cousin Robert Dauphin persistent à rester dans le camp des Plantagenêt et refusent la suzeraineté de Philippe-Auguste. À la suite de la signature du traité, Guy II se rend en Angleterre auprès du roi Richard pour revendiquer ses droits mais ses demandes sont déclinées. Bien qu'éconduit par le roi d'Angleterre, lorsque le conflit entre Richard Cœur de Lion et le roi de France reprend ils rejoignent de nouveau le camp des Plantagenêt.
En Auvergne, la même année voit donc le début du premier conflit militaire avec le roi de France Philippe-Auguste dans ce cadre de rivalité du souverain français avec son homologue le roi d'Angleterre Richard Cœur de Lion. Guy II et son cousin Robert IV Dauphin d'Auvergne prennent le parti anglais, notamment à la suite des nouvelles demandes du roi anglais, face au roi de France qu'ils voient comme une menace directe. La guerre éclate donc et une armée française marche sur l'Auvergne ; Issoire est assiégée et les appels des deux princes auvergnats au roi d'Angleterre restent sans réponses. Rapidement submergés, les comtes signent donc la première paix avec le roi de France.

#### Le conflit entre frères
L'année 1195 quant à elle, marque le début du conflit opposant Guy II à son frère Robert, évêque de Clermont, notamment sur la suzeraineté des terres, et plus particulièrement la cité de Clermont. La même année, l'évêque tente de prendre Vertaizon, fiel qui est au main d'un seigneur proche de Guy, le troubadour Pons de Chapteuil.
L'an 1197 marque un point de non-retour entre les deux frères. L'évêque Robert paie des mercenaires basques et des cottereaux afin de dévaster le comté d'Auvergne. Pendant deux ans les terres de Guy II vont être ainsi pillées, amenant le comte à écrire au pape Innocent III afin de faire cesser ces exactions. En l'attente d'une réponse, Guy II mène une action contre son frère même et le fait emprisonner. Le souverain-pontife accepte de retirer l'excommunication par l'entremise des évêques de Riez et de Couserans, ainsi que de l'abbé de Cîteaux. Néanmoins, le conflit reprenant plus tard avec son frère, une nouvelle excommunication envers Guy II aura lieu mais par Innocent III, alors qu'il l'avait retirée quelques années plus tôt.
Malgré des tentatives de paix acceptées, notamment celle de 1199 sur la demande de l’archevêque de Bourges et d'Henri de Sully, mais éphémères, la guerre reprend rapidement et le territoire auvergnat est de nouveau en guerre. Guy se verra en tout excommunié deux fois.
1206 est l'année d'une nouvelle alliance pour Guy II. Face aux visées et avancées expansionnistes de la famille de Beaujeu le comte Guigues III de Forez contracte une alliance avec l'Auvergne. Elle est scellée par plusieurs mariages. Marquise de Forez, la fille de Guigues épouse un vassal de Guy II, le fils du vicomte Guy VII de Thiers tandis que le fils de Guigues s'engage à se marier avec la fille du seigneur de Thiers.
En 1207, les deux frères font une trêve et vont tous deux ensemble participer à la croisade contre les Albigeois. Avant son départ Guy s'arrête dans la ville d'Herment pour rédiger son testament et stipule dans ce dernier qu'en cas de décès, son fils Guillaume reprendra son titre de comte d'Auvergne. La croisade lancée, Guy commanda, en compagnie de l'archevêque de Bordeaux, la campagne militaire contre le Quercy et l'Agenais en 1209,. Mais le retour en Auvergne marque un nouveau départ dans le conflit qui monte en intensité ; Guy II fait prisonnier son frère Robert.
En 1208, parallèlement à ce conflit, Guy II hérite à la suite du décès de Guillaume de Rodez d'une part du comté de Rodez. Mais la guerre avec son frère est coûteuse et il doit vendre ses droits sur ces terres du Rouergue à Raymond VI de Toulouse.

#### La conquête de Philippe-Auguste

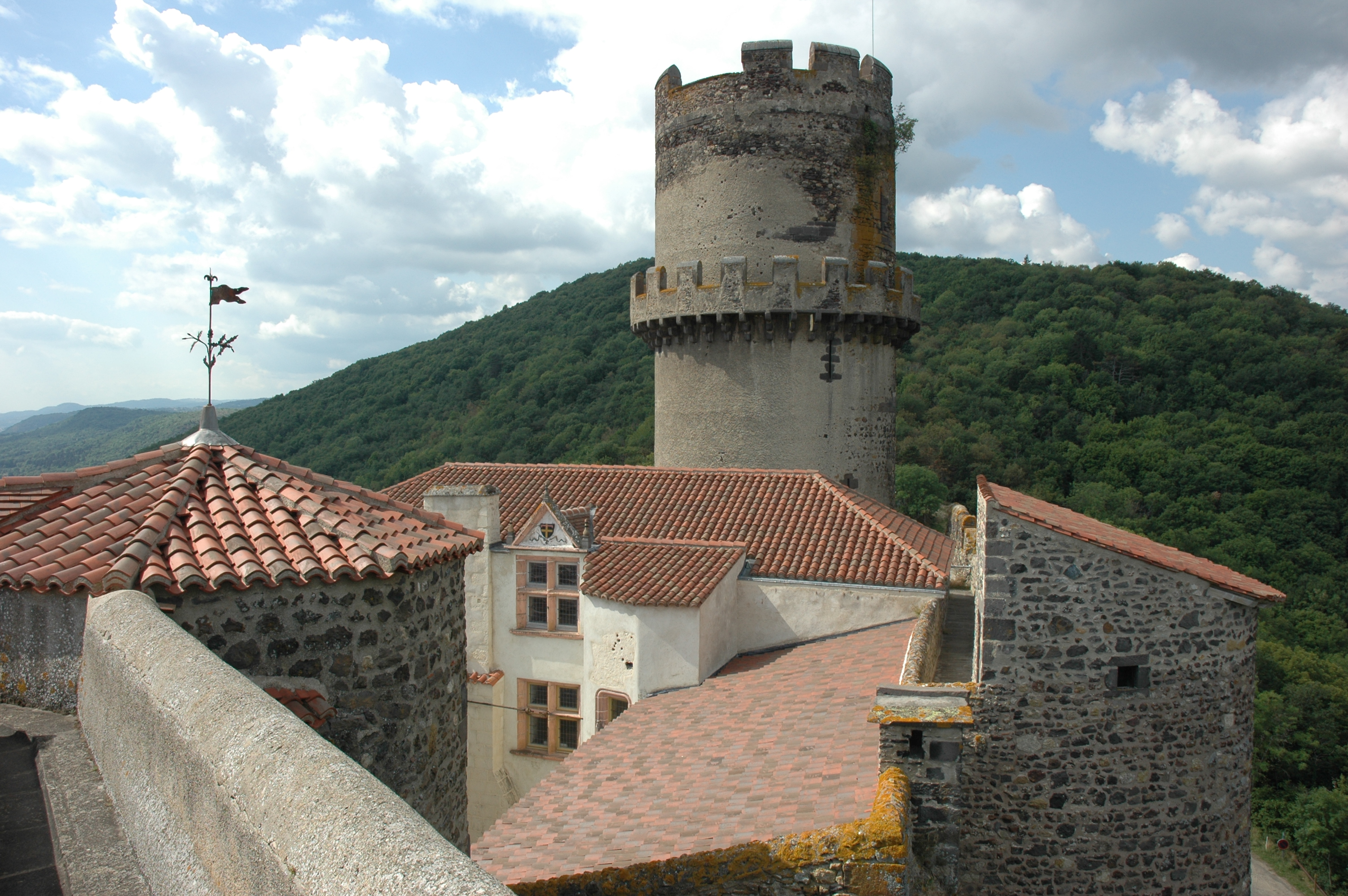
Château de Tournoël : Dernière place forte tenue par le comte d'Auvergne Guy II.

En 1210, à la suite de l'attaque par Guy de l'abbaye de Mozac et du prieuré de Marsat, le roi de France Philippe-Auguste réagit. Cet incident lui servant de prétexte et de légitimation quant à l'annexion des terres de Guy II, il envoie une armée en Auvergne pour la conquérir. Dès octobre 1210, Guy II d'Auvergne doit subir l'attaque des troupes royales conduites par Guy II de Dampierre et comptant parmi elles la troupe de mercenaires du gallois Lambert Cadoc. Guy II se tourne de nouveau vers l'Angleterre et tente de s'allier à Jean Sans Terre.
L'arrivée de cette armée française permet à Philippe-Auguste de s'emparer d'environ « 120 places fortes et châteaux en Auvergne » selon les sources de l'époque. L'armée capétienne présente sur son territoire Guy II n'a que le temps de prendre les troupes les plus proches géographiquement et de s'enfermer dans la ville de Riom où l'armée française vient et l'y assiège,. Cette dernière obtient rapidement la capitulation de la cité en 1212. Guy II est fait prisonnier. Néanmoins, il reste un dernier bastion aux mains de fidèles du comte d'Auvergne, le château de Tournoël.
Le siège de Tournoël
La défense de la dernière forteresse auvergnate libre est organisée par Gualeran de Corbelles. Guillaume, le fils du comte Guy, alors âgé de 18 ans est également présent. L'armée française à la suite d'un siège difficile et d'une sortie ratée des Auvergnats, prend Tournoël en décembre 1213 lors du siège de Tournoël. Cet événement marque le rattachement des terres d'Auvergne au domaine royal de France.

#### La paix et ses conséquences
La victoire de Philippe-Auguste marque l'annexion par le roi de la grande majorité des territoires du comtes ; ces derniers, réunis, sont appelés Terre d'Auvergne et deviendront plus tard le Duché d'Auvergne avec Riom pour capitale. Dépouillé de la grande majorité de ses terres, le comte d'Auvergne ne se voit conserver qu'une infime portion de l'Auvergne. Ce morceau restant du comté d'Auvergne est à l'origine de la Comté d'Auvergne, avec pour capitale Vic-le-Comte, seul territoire restant du comté d'Auvergne indépendant sur lequel règne Guy II. La population auvergnate prend mal cette annexion et du côté de Guy II de nombreux scribes auvergnats vont réaliser des sirventès vengeurs. Parmi ces pamphlets contre le roi de France et ses vassaux ayant mené la guerre contre Guy se retrouvent ceux du XIIIe siècle cités dans le roman de Flamenca. 
Guy II d'Auvergne décède en 1222 et est inhumé au sein de l'abbaye du Bouschet-Vauluisant, la nécropole des comtes d'Auvergne,.

## Famille et descendance
Guy II d'Auvergne est le fils du comte d'Auvergne Robert IV et de son épouse Mathilde de Bourgogne, cette union fait qu'il s'inscrit à la fois dans la dynastie comtale auvergnate mais également celle des ducs de Bourgogne.  
Guy II d'Auvergne s'est marié à Péronnelle de Chambon, qui lui apporta par le mariage en question la baronnie de Combrailles. Il eut avec cette dernière quatre enfants : 
- Guillaume X d'Auvergne (1195-1247) ;
- Elise (1190-1222) ;
- Ermengarde d'Auvergne (1196-1225) ;
- Marguerite d'Auvergne (1200-1263).

### Sources primaires
- Guillaume de Tudèle, Chanson de la croisade albigeoise, 1208-1219 rééd. Renouard, Paris 1875-1879. [lire en ligne].

### Monographies anciennes
- Étienne Baluze, Histoire généalogique de la maison d'Auvergne. 1708. Lire en ligne : Tome 1 , Tome 2.
- Jean-Baptiste Bouillet, Nobiliaire d'Auvergne 1851.
- Charles Clémencet, L'art de vérifier les dates des faits historiques, des chartes, des chroniques et autres anciens monuments, depuis la naissance de Notre-Seigneur. Volume 10, 1750 ; Paris 1818-1819 (rééd.).